# Lista de medicamentos psiquiátricos de acordo com sua indicação
Esta é uma lista de medicamentos psiquiátricos utilizados em psiquiatria para o tratamento de transtornos mentais.
Foi organizada em ordem alfabética de acordo com a condição ou condições para qual cada droga é indicada e depois pelo nome genérico da substância e comercial. Quando o nome for apenas comercializado no Brasil, é seguido do indicativo (br) e quando apenas comercializado em Portugal (pt)

## Alcoolismo
| Nome genérico | Nome comercial                                |
| ------------- | --------------------------------------------- |
| Acamprosato   | Campral                                       |
| Baclofeno     | Lioresal                                      |
| Dissulfiram   | Antietanol (br), Sarcoton (br), Tetradin (pt) |
| Tiaprida      | Tiapridal (pt)                                |

## Ansiedade
| Nome genérico                                                 | Nome comercial |
| ------------------------------------------------------------- | --- |
| Alprazolam                                                    | Altrox (br), Apraz (br), Frontal (br), Tranquinal (br), Unilan (pt), Xanax (pt) |
| Buspirona                                                     | Ansienon (br), Ansitec (br), Ansiten (pt), Busansil (pt), Buscalma (pt), Buspanil (br), Buspar, Itagil (pt), Psibeter (pt)                                                                         |
| Clordiazepóxido                                               | Librax (pt), Limbitrol (br), Psicosedin (br), Menotensil (br) |
| Clonazepam                                                    | Clonotril (br), Navotrax (br), Rivotril |
| Diazepam                                                      | Ansilive, Calmociteno, Compaz, Dienpax, Kiatrium, Menostress, Metamidol, Noan, Relapax, Somaplus, Valium                                                                                           |
| Fluoxetina                                                    | Daforin, Deprax, Depress, Digassim, Eufor 20, Fludac, Fluxene, Fontex, Foxetin, Lovan, Neo Fluxetin, Nortec, Prodep, Prozac, Prozen, Psipac, Psiquial, Sarafem, Selectus, Symbyax, VerotinaFluctin |
| Fluvoxamina                                                   | Dumyrox, Luvox |
| Lorazepam                                                     | Ansilor, Lorenin, Lorax, Lorsedal, Max-Pax, Mesmerin, Ativan, Temesta, Tavor |
| Paroxetina                                                    | Paxil, Pondera |
| Reboxetina                                                    | Edronax, Prolift |
| Citalopram, Clorpromazina, Moclobemida, usadas ocasionalmente | |

## Depressão
| Nome Genérico                                                              | Nome comercial |
| -------------------------------------------------------------------------- | --- |
| Amitriptilina                                                              | ADT-Zimaia (pt), Tryptanol (br), Tryptizol (pt) |
| Bupropiona                                                                 | Wellbutrin (br), Zyban (substância também conhecida como amfebutamona em Portugal) |
| Citalopram                                                                 | Cipramil (br) |
| Clomipramina                                                               | Anafranil |
| Escitalopram                                                               | Cipralex(pt), Lexapro (br) |
| Fluoxetina                                                                 | Daforin, Deprax, Depress, Digassim, Eufor 20, Fluxene, Neo Fluxetin, Nortec, Prozac, Prozen, Psiquial, Verotina, Fluctin, Fludac, Fontex, Foxetin, Lovan, Prodep, Prozac, Psipac, Sarafem, Selectus, Symbyax |
| Fluvoxamina                                                                | Dumyrox (pt), Luvox(br) |
| Imipramina                                                                 | Tofranil |
| Mirtazapina                                                                | Remeron, Razapina, Menelat |
| Moclobemida                                                                | Aurorix |
| Nortriptilina                                                              | Nortelor (pt), Pamelor(br) |
| Paroxetina                                                                 | Paxil, Pondera, Praxetina, Roxetin, Zyparox, Moratus, Aropax |
| Reboxetina                                                                 | Edronix (pt), Prolift (br) |
| Sertralina                                                                 | Zoloft, Sercerin, Novativ, Tolrest, Serenata, Assert |
| Tianeptina                                                                 | Stablon |
| Trazodona                                                                  | Triticum (pt) |
| Venlafaxina                                                                | Efexor, Effexor XR |
| Desipramina, hormônios tireoidianos, sal de lítio algumas vezes utilizados | |

## Transtorno bipolar
| Nome genérico                                                                                    | Nome comercial                                              |
| ------------------------------------------------------------------------------------------------ | ----------------------------------------------------------- |
| Ácido valproico                                                                                  | Depakene (br), Depakine (pt), Diplexil (br), Valpakene (br) |
| Carbamazepina                                                                                    | Tegretol                                                    |
| Lamotrigina                                                                                      | Lamictal                                                    |
| Divalproato de sódio                                                                             | Depakote (br)                                               |
| sal de lítio                                                                                     | Carbalítium(br), Priadel (pt)                               |
| Aripiprazol, Bupropiona, Clorpromazina, Flufenazina, Topiramato, podem ser usados ocasionalmente |                                                             |

## Psicose, incluindoesquizofrenia
| nome genérico                                      | nome genérico   | Nome comercial                           |
| -------------------------------------------------- | --------------- | ---------------------------------------- |
| Amissulprida                                       | Amissulprida    | Socian                                   |
| Aripiprazol                                        | Aripiprazol     | Abilify                                  |
| Benperidol                                         | Benperidol      | Glianimon                                |
| Ciamemazina                                        | Ciamemazina     | Tercian                                  |
| Clorpromazina                                      | Clorpromazina   | Amplictil (br), Largactil (pt)           |
| Clozapina                                          | Clozapina       | Leponex                                  |
| Flufenazina                                        | Flufenazina     | Anatensol, Anatensol depot               |
| Flupentixol                                        | Flupentixol     | Fluanxol (pt)                            |
| Haloperidol                                        | Haloperidol     | Haldol, Haldol decanoato, Serenelfi (pt) |
| Levomepromazina                                    | Levomepromazina | Neozine (br), Nozinam (pt)               |
| Melperona                                          | Melperona       | Bunil (pt).                              |
| Olanzapina                                         | Olanzapina      | Zyprexa                                  |
| Pimozida                                           | Pimozida        | Orap                                     |
| Quetiapina                                         | Quetiapina      | Alzen (pt), Seroquel                     |
| Risperidona                                        | Risperidona     | Risperdal e Riss                         |
| Sulpirida                                          | Sulpirida       | Dogmatil (pt)                            |
| Trifluoperazina                                    | Trifluoperazina | Stelazine (br)                           |
| Ziprazidona                                        | Ziprazidona     | Geodon (br), Zeldox (pt)                 |
| Zuclopentixol                                      | Zuclopentixol   | Cisordinol (pt)                          |
| Carbamazepina, Ácido valproico utilizados às vezes |                 |                                          |

## Síndrome do pânico
| Nome genérico | Nome comercial |
| ------------- | --- |
| Clonazepam    | Clonotril (br), Navotrax (br), Rivotril (br/int) |
| Fluoxetina    | Daforin, Deprax, Depress, Digassim, Eufor 20, Fludac, Fluxene, Fontex, Foxetin, Lovan, Neo Fluxetin, Nortec, Prodep, Prozac, Prozen, Psipac, Psiquial, Sarafem, Selectus, Symbyax, VerotinaFluctin |
| Paroxetina    | Paxil, Pondera, Praxetina, Roxetin, Zyparox, Moratus, Aropax |

## Tabagismo[1]
| Nome genérico            | Nome comercial            |
| ------------------------ | ------------------------- |
| Bupropiona               | Wellbutrin, Zyban, Zetron |
| Tartarato de vareniclina | Champix, Chantix          |
| Clonidina                | Catapres, clonidural      |

## Transtorno do deficit de atenção e hiperatividade(TDAH) enarcolepsia
| Nome genérico    | Nome comercial                 |
| ---------------- | ------------------------------ |
| Atomoxetina      | sem nome português             |
| Bupropiona       | Wellbutrin, Zyban, Zetron, Bup |
| Dextroanfetamina | sem nome português             |
| Imipramina       | Tofranil                       |
| lisdexanfetamina | Venvanse                       |
| Metilfenidato    | Concerta, Ritalina             |
| Modafinil        | Stavigile                      |